# PeerTube
PeerTube és una plataforma de vídeo federada i descentralitzada de codi obert, alimentada per ActivityPub i WebTorrent, que utilitza tecnologia peer-to-peer per reduir la càrrega en servidors individuals quan es visualitzen vídeos.
Iniciat el 2015 per un programador conegut com a Chocobozzz, el desenvolupament de PeerTube està ara recolzat per l'organització no lucrativa francesa Framasoft. L'objectiu és proporcionar una alternativa a plataformes centralitzades com YouTube, Vimeo i Dailymotion.

## Funcionament
Cada instància de PeerTube proporciona un lloc web per navegar i veure vídeos i, per defecte, és independent dels altres quant a aspecte, funcions i regles.
Diverses instàncies amb regles comunes (com per exemple, permetre contingut similar, requerir registre) poden federar-se i compartir els seus vídeos, tot i que cada vídeo només es desa per la instància on es va publicar. Les federacions són independents les unes de les altres.
Els vídeos es distribueixen de forma peer-to-peer. Els usuaris connectats a la plataforma actuen com a punts de retransmissió que envien fragments de vídeo a d'altres usuaris.

## Orígens i història

Sepia, la mascota de Peertube

PeerTube va ser creat per un desenvolupador web conegut com a Chocobozzz com a alternativa peer-to-peer a YouTube, que utilitza el protocol WebTorrent per compartir vídeos. El 2017 va ser contactat per Framasoft, que tenia una campanya anomenada Contributopia, i que tenia com a objectiu crear alternatives a plataformes centralitzades. Per donar suport a ell i al seu treball, sobretot en la millora del disseny i la usabilitat, Framasoft va contractar-lo com a desenvolupador.
El 2018, Framasoft va llançar un crowdfunding a KissKissBankBank que va recaptar 53.100 €, més del doble de l'objectiu inicial de 20.000 €.
Una primera versió beta de PeerTube fou publicada el març de 2018 i la primera versió estable l'octubre de 2018. El juny de 2018, només uns mesos després de la primera beta, 113 instàncies ja estaven funcionant de forma pública i conjuntament oferien uns 10.000 vídeos.
El juny de 2018, com a conseqüència de la desaparició dels seus vídeos enmig dels canvis en la monetització dels canals de YouTube, la Fundació Blender va començar a experimentar amb l'allotjament d'una instància de PeerTube per distribuir còpies lliures d'anuncis dels vídeos de la fundació.

## Tecnologia
PeerTube utilitza tecnologia WebTorrent. Cada servidor allotja un seguidor de torrent i cada navegador web que visualitza un vídeo també el comparteix. Això permet compartir la càrrega entre el propi servidor i els clients, així com l'ample de banda que s'utilitza mitjançant la tecnologia P2P.
El sistema funciona a través d'una federació d'instàncies gestionades per entitats independents. Cada servidor PeerTube pot allotjar qualsevol número de vídeos per si mateix, i també es pot federar amb altres servidors per permetre als usuaris veure els seus vídeos en la mateixa interfície d'usuari. Aquesta federació permet allotjar col·lectivament un gran nombre de vídeos en una plataforma unificada, sense haver de construir una infraestructura comparable a la dels gegants web. Cada servidor el gestiona i es manté sota l'administració exclusiva d'una entitat diferent.
PeerTube utilitza el protocol ActivityPub per permetre la descentralització i la compatibilitat amb altres serveis fediverse, cosa que pot evitar el bloqueig comercial i fer-lo més resistent contra la censura.
El programari es basa en SGBD PostgreSQL i està integrat en plataformes de vídeo populars com Reddit i Kodi.